# Санкт-Якоб Парк
Санкт-Якоб Парк (нім. St. Jakob-Park, фр. Parc Saint-Jacques) — футбольний стадіон у Базелі, відкритий 2001 року. Найбільший стадіон Швейцарії. Стадіон удостоєний 4 зірками від УЄФА, що є найвищим числом зірок, які можуть бути присуджені на стадіоні такого розміру.

## Розташування
Санкт-Якоб Парк розташований у південній частині міста Базеля біля міської межі. Входить до складу спорткомплексу Спортцентрум Санкт-Якоб разом із хокейною ареною Санкт-Якоб Арена та багатофункціональною залою Санкт-Якобсхалле. Стадіон має власну залізничну станцію, від якої в дні матчів вирушають спеціальні потяги для доставки фанів команди гостей додому.

## Історія

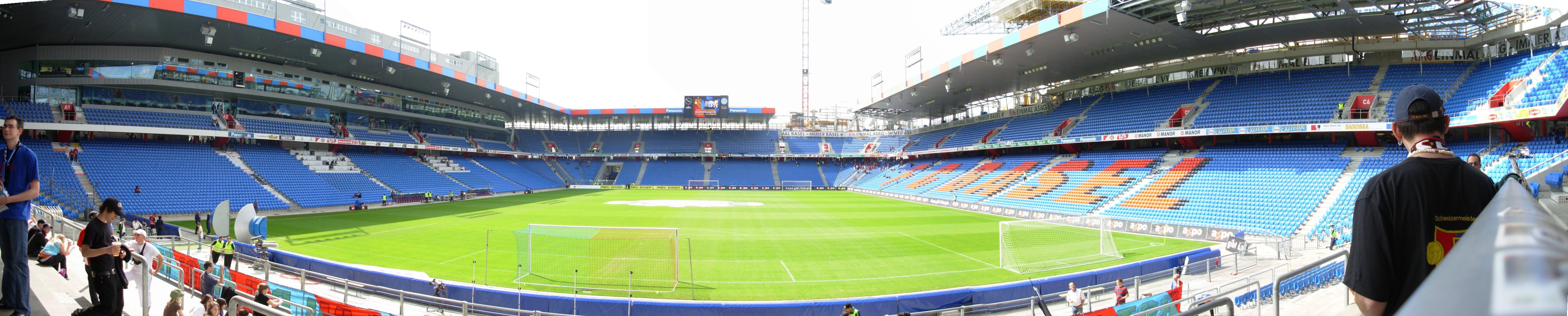
Панорама стадіону

Стадіон збудований на місці зруйнованого старого стадіону «Санкт-Якоб Штадіон» (нім. St. Jakob-Stadion). Будівництво стадіону за проєктом архітектурної групи Herzog & de Meuron Architekten розпочалося 13 грудня 1998 року і тривало три роки. Стадіон було офіційно відкрито 15 березня 2001 року, і на той час він вміщував 33 433 глядачі (в тому числі 31 539 сидячих місць). 
Першим міжнародним змаганням, яке проходило на стадіоні, став Молодіжний чемпіонат Європи з футболу 2002 року (5 ігор, включаючи півфінал та фінал). 
13 травня 2006 року на Санкт-Якоб Парку відбулася бійка між вболівальниками «Базеля» та «Цюриха», після чого були посилені заходи безпеки на стадіоні. 
До чемпіонату Європи з футболу 2008, матчі якого стадіон приймав, було надбудовано третій ярус стадіону у 2006—2007 роках, після чого кількість місць зросла до 38 512. Під час чемпіонату за рахунок встановлення тимчасових глядацьких місць стадіон вдалося розширити до 42 500 місць.
2016 року на стадіоні відбувся фінал Ліги Європи УЄФА.

## Євро-2008
Під час Чемпіонату Європи з футболу 2008 стадіон приймав три групові матчі (всі за участі збірної Швейцарії), а також всі швейцарські матчі плей-оф (два чвертьфінали та півфінал). Матчі другого та третього турів групового етапу проходили під час сильної зливи, що призвело до значного погіршення стану газону. Через це УЄФА була змушена вперше в історії турнірів такого рівня замінити весь газон під час турніру, що коштувало 200 000 євро. На футбольній арені проводились такі матчі Євро-2008:
| Дата      | Матч                   | Рахунок   | Раунд          | Глядачі |
| --------- | ---------------------- | --------- | -------------- | ------- |
| 7 червня  | Швейцарія — Чехія      | 0:1       | Матч групи «A» | 39 730  |
| 11 червня | Швейцарія — Туреччина  | 1:2       | Матч групи «A» | 39 730  |
| 15 червня | Швейцарія — Португалія | 2:0       | Матч групи «A» | 39 730  |
| 19 червня | Португалія — Німеччина | 2:3       | 1/4 фіналу     | 39 374  |
| 21 червня | Нідерланди — Росія     | 1:3 д. ч. | 1/4 фіналу     | 38 374  |
| 25 червня | Німеччина — Туреччина  | 3:2       | Півфінал       | 39 374  |

## Архітектурні особливості

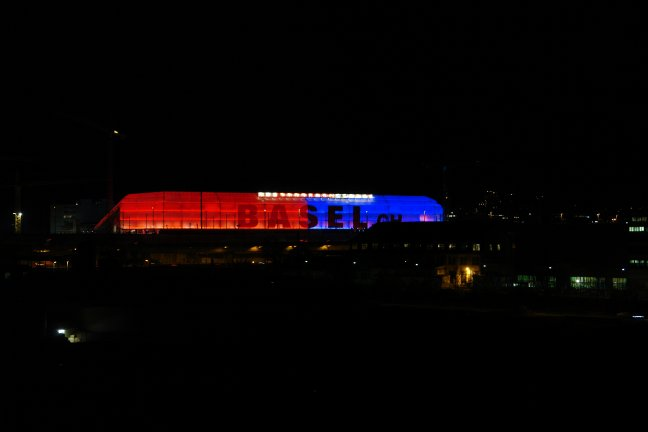
Підсвітка стадіону

Однією з характерних особливостей стадіону є те, що головна трибуна ніяк не відмежована від поля, а решта секторів відгороджені від поля лише невисокими огорожами. Як і мюнхенський стадіон «Альянц Арена», збудований тим самим дуетом архітекторів, стадіон має унікальну систему зовнішнього освітлення. Під час гри «Базеля» на стадіоні він підсвічений у червоно-синіх клубних кольорах. Під час ігор національної збірної Швейцарії підсвітка виконана в кольорах національного прапора (червоний з білим хрестом).

## Концерти
Стадіон також використовується для проведення концертів. Тут виступали AC/DC, Браян Адамс, Pink Floyd, Rolling Stones та інші. Концерт Брюса Спрінґстіна зібрав рекордну аудиторію — 55 000 глядачів.